# Koramlik (sockenhuvudort i Kina, Xinjiang Uygur Zizhiqu, lat 37,40, long 85,87)
Koramlik (kinesiska: 库拉木勒克, 库拉木勒克乡) är en sockenhuvudort i Kina. Den ligger i den autonoma regionen Xinjiang, i den nordvästra delen av landet, omkring 730 kilometer söder om regionhuvudstaden Ürümqi. Antalet invånare är 2 008. Befolkningen består av 901 kvinnor och 1 107 män. Barn under 15 år utgör 20,0 %, vuxna 15-64 år 74 %, och äldre över 65 år 4,0 %.
Trakten runt Koramlik är nära nog obefolkad, med mindre än två invånare per kvadratkilometer. Trakten runt Koramlik är ofruktbar med lite eller ingen växtlighet.
Genomsnittlig årsnederbörd är 273 millimeter. Den regnigaste månaden är juni, med i genomsnitt 101 mm nederbörd, och den torraste är november, med 2 mm nederbörd.